# Nova Zelândia nos Jogos Olímpicos de Inverno de 2022
Nova Zelândia participou dos Jogos Olímpicos de Inverno de 2022, realizados em Pequim, na China.
Foi a 17.ª aparição do país em Olimpíadas de Inverno. Foi representado por 15 atletas, sendo nove homens e seis mulheres.

## Competidores
| Esporte                 | Masculino | Feminino | Total |
| ----------------------- | --------- | -------- | ----- |
| Biatlo                  | 1         | 0        | 1     |
| Esqui alpino            | 0         | 1        | 1     |
| Patinação artística     | 6         | 3        | 9     |
| Patinação de velocidade | 1         | 0        | 1     |
| Snowboard               | 1         | 2        | 3     |
| Total                   | 9         | 6        | 15    |

## Medalhas
Estes foram os medalhistas desta edição:
| Atleta               | Esporte            | Evento              | Medalha |
| -------------------- | ------------------ | ------------------- | ------- |
| Nico Porteous        | Esqui estilo livre | Halfpipe masculino  | Ouro    |
| Zoi Sadowski-Synnott | Snowboard          | Slopestyle feminino | Ouro    |
| Zoi Sadowski-Synnott | Snowboard          | Big air feminino    | Prata   |

## Desempenho

### Biatlo
Masculino

### Esqui alpino
Feminino

### Patinação artística
Masculino
Feminino

### Patinação de velocidade
Masculino

### Snowboard
Masculino
Feminino
Legenda
| Recorde mundial      | Recorde mundial (World record)               |                       | Recorde africano                      | Recorde africano (African) |                                           | Q | Classificado por posição (Qualified) |
| Recorde olímpico     | Recorde olímpico (Olympic record)            | Recorde da América    | Recorde da América (Americas)         | q                          | Classificado por melhor tempo (Qualified) |   |                                      |
| Melhor marca do ano  | Melhor marca do ano (World leading)          | Recorde asiático      | Recorde asiático (Asian)              | DNS                        | Não largou (Did not start)                |   |                                      |
| Recorde nacional     | Recorde nacional (National record)           | Recorde europeu       | Recorde europeu (European)            | DNF                        | Não terminou (Did not finish)             |   |                                      |
| Recorde pessoal      | Recorde pessoal do atleta (Personal best)    | Recorde da Oceania    | Recorde da Oceania (Oceania)          | DSQ / DQ                   | Desclassificado (Disqualified)            |   |                                      |
| Recorde da temporada | Recorde da temporada do atleta (Season best) | Recorde sul-americano | Recorde sul-americano (South America) | NM                         | Sem marca (No mark)                       |   |                                      |